# 후루다테 하루이치

서명

후루다테 하루이치(일본어: 古舘 春一 ふるだて はるいち[*], 1983년 3월 7일 ~ )는 일본의 만화가. 이와테현 출신. 대표작은 《하이큐!!》이다.

## 같이 보기
- 하이큐!!